# Willem Johan Pieter Kroef
Willem Johan Pieter Kroef (Vlissingen, 31 maart 1793 - Zierikzee, 1 augustus 1853) was een Nederlands politicus.

## Familie
Kroef was een zoon van Johan Cornelis Kroef, procureur te Vlissingen, baljuw te Zierikzee en Brouwershaven en officier van justitie te Zierikzee, en Petronella Susanna de Timmerman. Hij trouwde met Maria Wilhelmina Fitzner en na haar overlijden met Adrienne Gertrude de Klopper. Uit het eerste huwelijk werden zeven kinderen geboren, uit het tweede twee.
Zijn zoon Adrianus Johannes Kroef werd een gelauwerd zeeofficier.

## Loopbaan
Kroef studeerde Romeins en hedendaags recht aan de Utrechtse Hogeschool en promoveerde in 1811 op stellingen. Hij vestigde zich als advocaat in Zierikzee en was vanaf 1819 secretaris van de stad.
Hij werd lid van de Provinciale Staten van Zeeland (1848-1853) en door de Staten afgevaardigd als buitengewoon lid van de Tweede Kamer der Staten-Generaal in 1848. Kroef voerde als lid van de Dubbele Kamer het woord bij de algemene beschouwingen over de Grondwetsherziening en bij de behandeling van hoofdstuk IV (Provinciale Staten en gemeentebesturen). Hij pleitte voor afschaffing van de Raad van State, de Eerste Kamer en de schutterij. Hij stemde uiteindelijk wel vóór alle voorstellen tot Grondwetsherziening. Hij was in 1850 en 1852 nog kandidaat bij de Kamerverkiezingen, maar werd niet gekozen.
- Biografisch Portaal: 30037820
- Digitale Bibliotheek voor de Nederlandse Letteren: kroe015
- International Standard Name Identifier: 0000 0003 9141 282X
- Nederlandse Thesaurus van Auteursnamen: 070189196
- Parlement.com: vg09llt74cun
- Virtual International Authority File: 285269261
- WorldCat: E39PBJjHfB8WQRgWtxvfgTbGHC